# Dusitan sodný
Dusitan sodný NaNO2 je sodnou solí kyseliny dusité. Je to světle nažloutlá krystalická látka, hygroskopická, velmi dobře rozpustná ve vodě. Používá se ke konzervaci masa či jiných potravin (E 250), ale jelikož jde o prudký jed, který je zároveň v podezření, že jde i ve velmi malých dávkách o látku způsobující rakovinu, bývá jeho doposud časté používání v potravinách považováno ze zdravotního hlediska za velmi nevhodné.

## Fyzikálně-chemické vlastnosti
Dusitan sodný je oxidační činidlo hojně využívané v organické syntéze k tvorbě diazoniových solí. Je dobře rozpustný ve vodě a i v jiných polárních rozpouštědlech jako methanol, ethanol a glycerol. Je také mírně rozpustný v nepolárních rozpouštědlech jako například pyridinu. Požití 0,5 až 1 g dusitanu sodného vyvolává u dospělých osob lehčí otravu, 1 až 2 g těžkou otravu a asi 4 g smrt.

## Výroba
Lze ho vyrobit například tepelným rozkladem dusičnanu sodného.
2 NaNO3 → 2 NaNO2 + O2

## Dusitan sodný v potravinách
Dusitan sodný (E250) se používá jako konzervant v masných výrobcích (především uzeninách), kde má zajistit delší trvanlivost a stálost barvy. Spolu s ním nebo místo něj se k tomuto účelu používá ještě dusitan draselný (také pravděpodobně rakovinotvorný), dusičnan sodný a dusičnan draselný. Dusičnany se během pochodů v těle v dusitany přeměňují.